# Scheepssloop

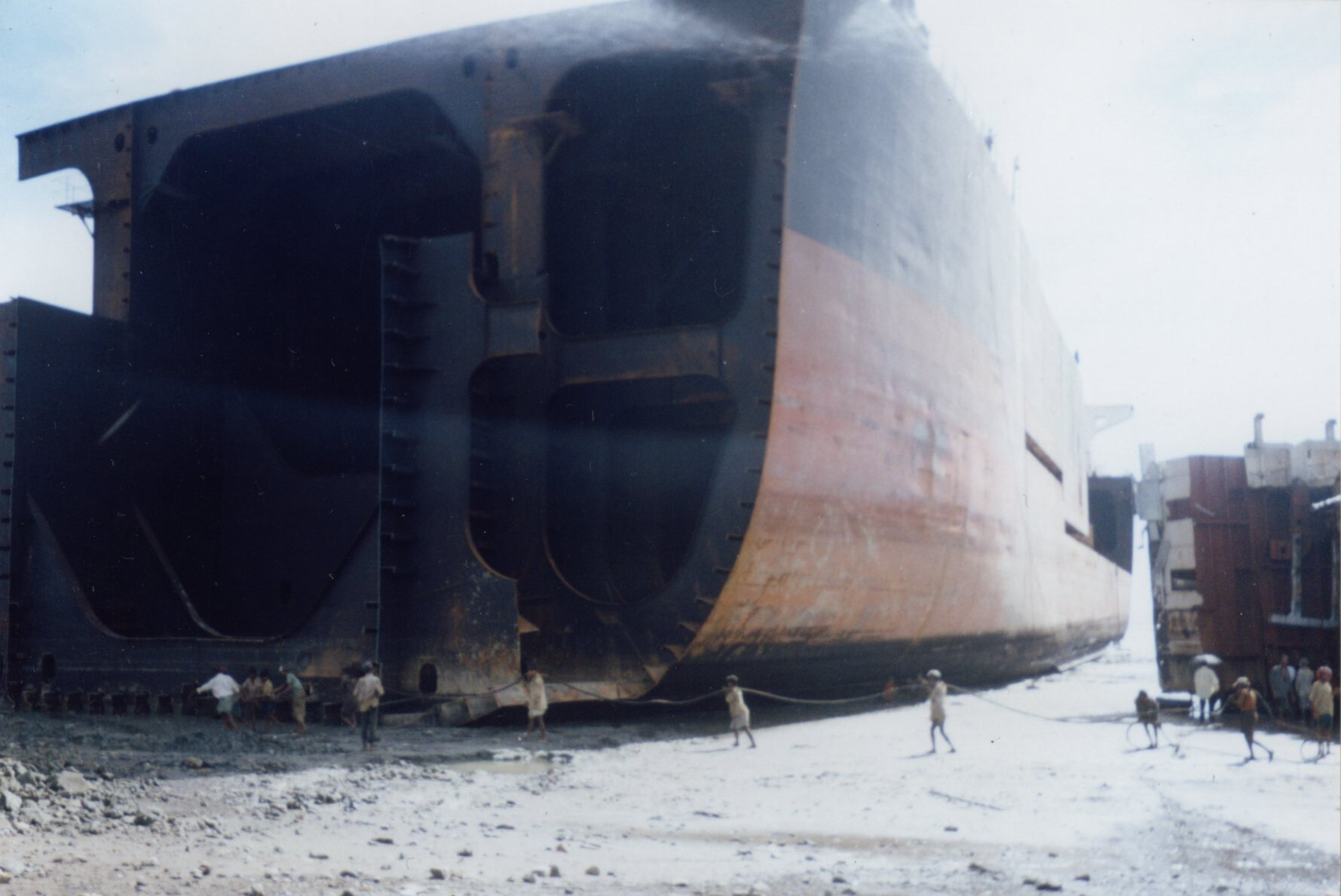
Schip op sloopstrand bij Chittagong.

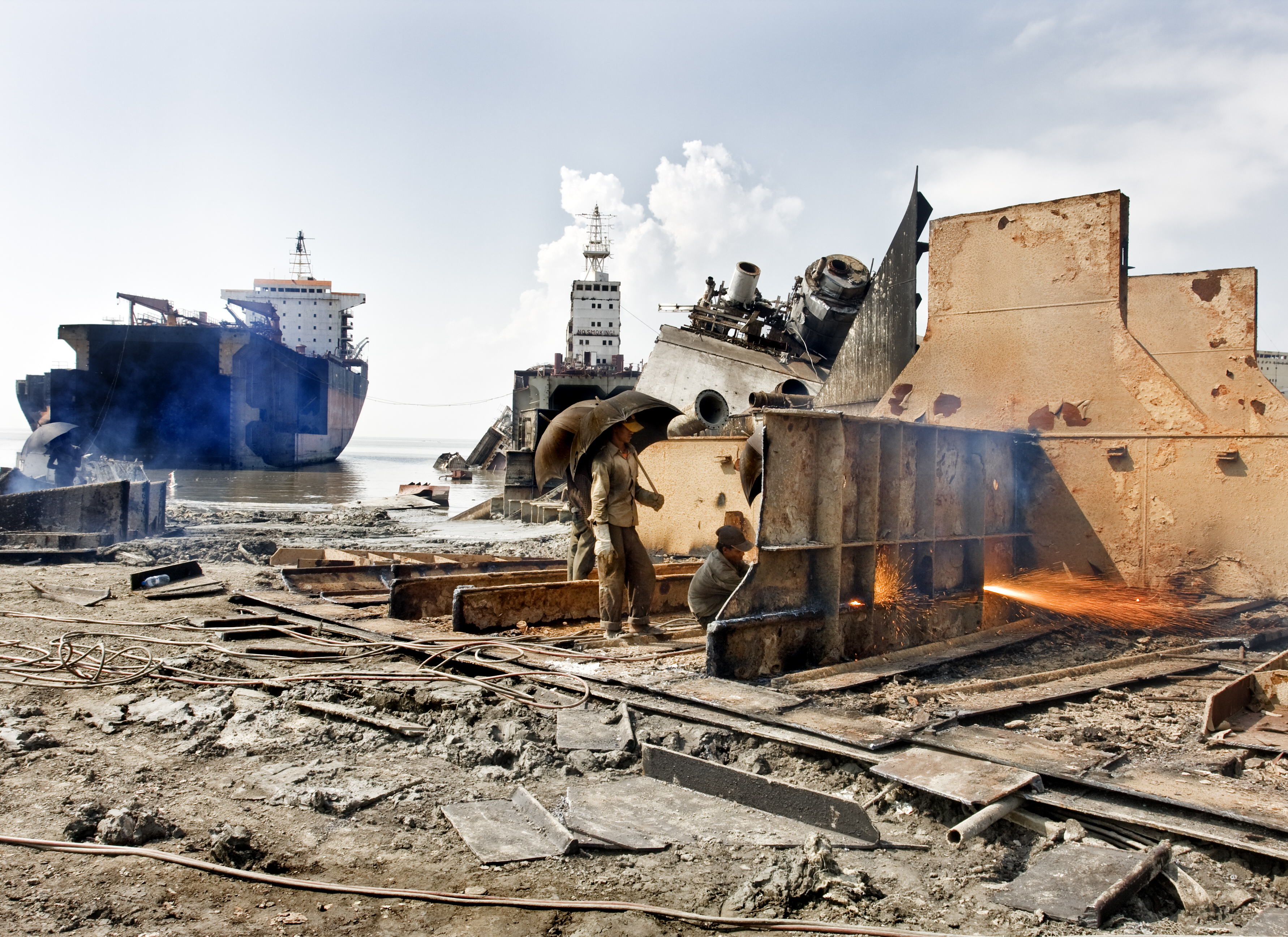
Schip bijna volledig gesloopt op strand bij Chittagong.

De sloop van schepen is het afbreken in kleinere delen die eventueel weer hergebruikt kunnen worden. Voor het merendeel van de schepen wacht aan het einde van het werkzame leven de sloop op een strand, een helling, of in een dok. Waar dit vroeger gebeurde in de traditionele maritieme landen, wordt het overgrote deel tegenwoordig gesloopt in landen als India, Bangladesh en Turkije.

## Redenen voor sloop
Het aanbod van schepen om te slopen hangt van een aantal factoren af:
- technische veroudering, de schepen zijn technisch versleten of nieuwe eisen, bijvoorbeeld dubbelwandige in plaats van enkelwandige tankers, maken de schepen slooprijp. Het containerschip heeft schepen die traditioneel stukgoed vervoeren helemaal verdrongen;
- economische veroudering: De meeste schepen worden afgeschreven met 4-5% per jaar, wat neerkomt op een economische levensduur van 20 tot 25 jaar.
- marktvraag naar transportcapaciteit: Als de vrachtprijzen in de scheepvaartmarkt hoog liggen, zullen veel rederijen sloop uitstellen. Andersom kunnen lage vrachtprijzen een reder noodzaken om te verkopen om de kasstroom positief te houden;
- staalprijs, bij hoge staalprijzen kan de waarde van het sloopstaal hoger liggen dan de opbrengst van het schip in de vaart.

## Locaties
In 2019 werden schepen gesloopt met een gross tonnage (g.t.) van 12,2 miljoen, dit was bijna een halvering ten opzichte van 2017 toen er nog 23 miljoen g.t. werd gesloopt.
In 2019 waren de belangrijkste landen waar schepen werden gesloopt Bangladesh, India en Turkije. Bangladesh was veruit de grootste met een aandeel van meer dan 50%. India staat duidelijk op de tweede plaats met ruim een kwart. Turkije had een aandeel van iets minder dan 10%. De Volksrepubliek China en Pakistan waren traditioneel heel actief op dit terrein, maar hebben nu elk een aandeel van een paar procentpunten.
Belangrijke locaties zijn:
- Bangladesh: ten noorden van Chittagong
- India: Alang en Mumbai
- Pakistan: Gadani
- China: in de Parelrivierdelta rond Guangdong (Panyu en Xinhui)
- Turkije: Aliağa is een centrum van scheepsafbraak.

### Nederland
De scheepssloperij ontstond in Nederland in Hendrik-Ido-Ambacht. Bij de keuze van vestigingsplaatsen was de aanwezigheid van staalgieterijen van doorslaggevende betekenis, daar een sloperij veel schroot af te voeren heeft. Aanvankelijk waren twee van de drie belangrijkste gieterijen gevestigd in Dordrecht en Ridderkerk. Met enig geluk kon schroot ook naar Engeland of Duitsland verkocht worden, maar lokale afzetmogelijkheden genoten toch de voorkeur. Hoewel de sloperijen decennialang werk hebben gehad en werden uitgebreid, is deze bedrijfstak inmiddels goeddeels naar het buitenland uitgeweken. In de omgeving van de plaats waar deze ontstond, is nog slechts een enkele sloperij gevestigd.

## Kritiek
Er is de nodige kritiek op de scheepssloop in ontwikkelingslanden vanwege de arbeidsomstandigheden en het milieu. Schepen worden veelal op het strand gezet en arbeiders, waaronder kinderen, moeten er zonder bescherming werken en worden blootgesteld aan gevaarlijke stoffen. Olie, restbrandstof en andere stoffen worden in zee geloosd. In 2009 is het Internationaal Verdrag van Hongkong voor het veilig en milieuvriendelijk recyclen van schepen aangenomen, hierin worden eisen gesteld aan de veiligheid van mens en milieu tijdens het recyclen van een schip.